# Cyathula fernando-poensis
Cyathula fernando-poensis là loài thực vật có hoa thuộc họ Dền. Loài này được Suess. & Friedrich mô tả khoa học đầu tiên năm 1953.